# Weickersing

Weickersing von einem Hang am südlichen Ortsrand aus gesehen, in der Bildmitte der Riesenberg, rechts der Gipfel der Hochries

Weickersing ist ein Gemeindeteil von Samerberg im Landkreis Rosenheim, Regierungsbezirk Oberbayern.

## Geographische Lage
Die Gemeindeteile von Samerberg liegen östlich des Inns räumlich verstreut auf einem etwa sieben Kilometer langen hügeligen Hochplateau in ca. 600 bis 750 m Höhe ü. NHN zwischen Nußdorf im Inntal im Südwesten und Frasdorf an der Autobahn A 8 München–Salzburg im Nordosten. Der Weiler Weickersing befindet sich am westlichen Rand des Wohngebiets Samerberg und gruppiert sich etwa einen Kilometer südwestlich des Dorfkerns von Törwang um eine von dort kommende Sackgasse.

## Geschichte
Der Weiler Weickersing, der früher zur Gemeinde Törwang gehört hatte und im 12. Jahrhundert Wohnsitz einer Ministerialen-Familie gewesen war, wird seit 1120 unter Namen wie Wihecozzingen, Wihegozzingen, Wicozzingen und Wiegozingen in Urkunden erwähnt. In einer lateinischen Schenkungsurkunde der Propstei Berchtesgaden aus dem 12. Jahrhundert heißt Weickersing Wihcozinge. Am Anfang des 19. Jahrhunderts war der Ortsname Weigersing in Gebrauch. Gegen Ende des ersten Viertels des 19. Jahrhunderts wurde der heute gültige Ortsname benutzt, gegen Ende des dritten Viertels jedoch die Ortsbezeichnung Weikersing.
Weickersing war immer eine landwirtschaftlich geprägte Ortschaft geblieben. Gleich am Ortseingang rechts hat ein Milchbauer sein Gehöft und seine Stallungen. Einkaufsmöglichkeiten in Einzelhandelsgeschäften gibt es im Weiler nicht.

Zentrale Dorfstraße von Weickersing, die am südlichen Ortsrand endet und dort in einen für den öffentlichen Straßenverkehr gesperrten Feldweg mündet.

Weickersing in Blickrichtung Törwang, im Hintergrund links der Bildmitte die Kirchturmspitze der Pfarrkirche Mariä Himmelfahrt

Im Jahr 1969 wurde in Steinkirchen, Roßholzen, Grainbach und Törwang eine Volksbefragung durchgeführt, um darüber zu entscheiden, ob die vier bis dahin eigenständigen Gemeinden zu einer einzigen Gemeinde mit Verwaltungssitz in Törwang vereinigt werden sollten. Es entschieden sich 88 % der Wähler für dieses Vorhaben, und am 1. Januar 1970 wurde die neue Gemeinde Samerberg durch die Zusammenlegung von Roßholzen, Grainbach, Steinkirchen und Törwang gebildet. Seither sind Törwang und dessen Ortsteil Weickersing Gemeindeteile von Samerberg.

### Demographie
| Jahr | Einwohnerzahl | Anmerkungen                                                                            |
| ---- | ------------- | -------------------------------------------------------------------------------------- |
| 1817 | 24            | in sechs Wohngebäuden, gezählt 1817 im Dekanat Söllhuben                               |
| 1824 | 32            | sieben Familien, sechs Wohngebäude, gezählt im Verwaltungsjahr 1823/24 des Isarkreises |
| 1871 | 32            | am 1. Dezember 1871, neun Wohngebäude                                                  |

## Verkehr
Der Weiler Weickersing bei Törwang liegt in der Nähe einer Landstraße, die von Achenmühle im Norden über Törwang und Roßholzen südlich ins Inntal führt. Der Ort, der an einer Sackgasse liegt, kann nur über das Straßennetz von Törwang erreicht werden. Weil die Sackgasse in Weickersing endet, gibt es in dem Weiler keinen Durchgangsverkehr.

## Sehenswürdigkeiten
- Erholungsgebiet Samerberg, vom Ort aus kann in kurzer Zeit über Wander- und Feldwege mit mäßiger Steigung das weitläufige Netz der Wanderwege des Samerbergs erreicht werden.